# Sidi Maarouf (distrito)
Sidi Maarouf é um distrito localizado na província de Jijel, Argélia, e cuja capital é a cidade de mesmo nome, Sidi Maarouf. A população total do distrito era de 29 456 habitantes, em 2008.

## Comunas
O distrito é composto por duas comunas:
- Sidi Maarouf
- Ouled Rabah